# Никандр (Падерин)
Епи́скоп Ника́ндр (в миру Николай Петрович Падерин; 30 января (12 февраля) 1927, Харбин, Китай — 2 декабря 1987, США) — епископ Русской православной церкви заграницей, епископ Сан-Паульский и Бразильский.

## Биография
Начальное и среднее образование получил в Харбине. В 1943 году окончил Харбинскую духовную семинарию и в 1948 году — Богословский институт святого Владимира в Харбине.
13 декабря 1953 года был рукоположен в сан диакона, а 19 декабря того же года — в сан священника, после чего служил штатным священником Никольского кафедрального собора.
27 февраля 1956 года в Свято-Николаевском кафедральном соборе сослужил епископу Никандру (Викторову) перед его отъездом в СССР. В марте того же года выехал на жительство в Бразилию.
Вскоре по приезде в Бразилию, назначен настоятелем Храма Святой Зинаиды в Рио-де-Жанейро. Годы его настоятельства были годами расцвета прихода. В 1956—1959 годах за счёт общины проводились технические работы по укреплению земли на участке и реконструкция расположенных на нем построек. В Рио-де-Жанейро учился у Валерия Перелешина португальскому языку.
В 1960 году был отозван в Сан-Паулу. Был настоятелем Покровской церкви на Вила Зенина и домовой церкви преподобного Сергия Радонежского в Индианополисе (Сан-Паулу).
В 1967 году был избран секретарём Архиерейского Синода; ожидалось скорое его прибытие в США, где он должен был быть рукоположен в епископы, с титулом Манхэттенского, викария Первоиерарха.
4 октября 1967 года пострижен в монашество архиепископом Никоном (Рклицким) с именем Никандр.
5 октября вечером после всенощного бдения в Николаевском соборе было совершено наречение иеромонаха Никандра во епископа Рио-де-Жанейрского, викария Бразильской епархии, которое совершили: архиепископ Сан-Паульский и Бразильский Феодосий (Самойлович), архиепископ Игнатий (Ферзли) (Антиохийская православная церковь) и епископ Каракасский Серафим (Свежевский).
6 октября 1967 года тем же архиереями рукоположен в епископа Рио-де-Жанейрского, викария Сан-Паульской ерархии.
C 1976 года — епископ Сан-Паульский и Бразильский.
Неизлечимая болезнь прервала его активную церковную деятельность. Так, он не прибыл на Архиерейский собор РПЦЗ в августе 1983 года.
Скоропостижно скончался 19 ноября (2 декабря) 1987 года в салоне самолёта во время перелёта в США. Похоронен на сербском кладбище в Сан-Франциско.

## Сочинения
- Слово иеромонаха Никандра при наречении во Епископа Рио-де-Жанейрского // «Православная Русь». — 1967. — № 21. — С. 3-4
- «Церковь Твою утверди»: Из воспоминаний о церковной жизни Харбина. — Сан-Паулу, 1967
- «Церковная жизнь Харбина» // Русский Харбин / Сост. Е. П. Таскина. — М.: МГУ. — 1998. — С. 27-32 (переиздано в 2005 году)
- «В рассеянии» // «Альфа и Омега». — 2001. — № 3 (29). — С. 259—274.